# Julius H. Kroehl
Julius H. Kroehl (né en 1820, mort le 9 septembre 1867) est un ingénieur et inventeur prussien, devenu citoyen américain.
Il a inventé et construit le premier sous-marin capable de plonger et de faire surface par ses propres moyens, le Sub Marine Explorer (de).

## Biographie
Né à Memel en Prusse-Orientale, sa famille déménage à Berlin en 1828, et émigre à New York en 1844. Il devient citoyen américain en 1849. Il construit en 1850 la Harlem Fire Watchtower, une tour de guet, inscrite au Registre national des lieux historiques. Il travaille pour l'United States Navy pendant la Guerre de Sécession, et conçoit notamment un sous-marin innovant, le Sub Marine Explorer (de). Ses travaux en architecture civile et en mécanique sont particulièrement significatifs.
Il meurt en 1867 à Panama d’un accident de décompression au cours d’une plongée expérimentale avec un engin sous-marin.

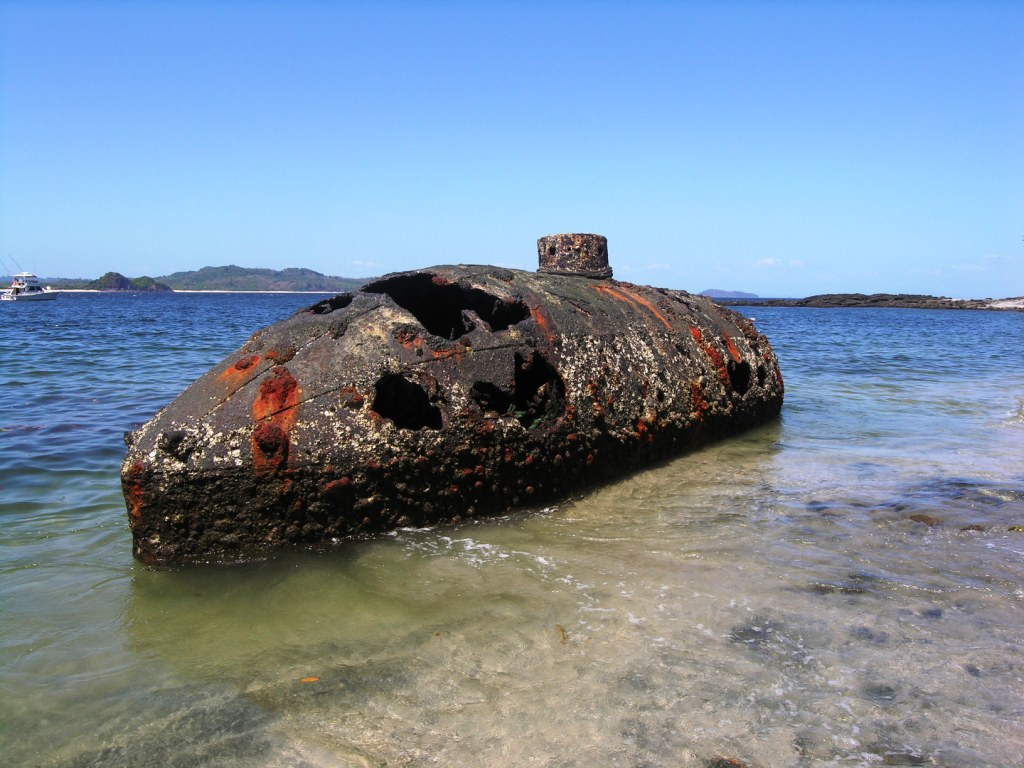
L'épave du Sub Marine Explorer à marée basse.